# Антъни Хед
Антъни Стюърд Хед (на английски: Anthony Steward Head) е британски актьор и музикант.

## Биография
Роден е в Лондон пред 1954 г. в семейство на актриса и режисьор на документални филми. Завършил е Лондонската академия за музикално и драматично изкуство (London Academy of Music and Dramatic Art - LAMDA). Дебютът му е с госпъл в ролята на Исус. Има издадени албуми и сингли. Кариерата му е повече от успешна с разнообразни роли в театрални постановки, радиошоута, телевизионни сериали и филми. Най-известни са: Little Britain, Chess and The Rocky Horror Show, Secret Army, Enemy at the Door, Love In a Cold Climate and Howard's Way, I'll Be There, Imagine Me and You, Sparkle and Repo the Genetic Opera.
След успешна кариера във Великобритания, той заминава за Америка, където участва в култовия сериал на FOX, VR5, както и в ролята на Рупърт Гайлс в световноизвестния сериал „Бъфи, убийцата на вампири“.
След завръщането си в Англия Тони Хед получава роли в Manchild и успешния сериал на BBC „Приключенията на Мерлин“. Снима се
в телевизионни реклами за Nescafé Gold Blend.
Антъни Хед е известен и със своята благотворителна дейност. Заедно със своята дългогодишна спътница в живота, Сара, е участвал и организирал десетки акции в защита на бездомни животни, за намаляване на бедността и подобряване на условията на живот на децата във Великобритания, концерти за събиране на средства за борба с рак и СПИН сред младото поколение.

## Кариера

### Албуми
- (2009) „Words for you“ – аудио – диск с поеми
- (2009) „Bandaged Together“ – вокално участие в „All you need is love“ (Single) – благотворителен сингъл и в „Turn the world around“
- (2008) „Repo!The Genetic Opera“ – Soundtrack
- (2002) „Music for Elevators“ съвместно с Джордж Сара
- (2002) „Once more with feelings“ – „Buffy, the vampire slayer“ Soundtrack
- (1983) „Two ways“ – рок-албум
- (1978) „Children of the night“ – Single и „Colour Rock“ (B-side) -сингли, написани съвместно с Джони Копинг

Антъни Хед е изпълнявал бек – вокали в албуми на Крис де Бърг, Джони Копинг, Мъри Хед.

### Филми
- 1. Macbeth (2009/I)- в ролята на Дънкан
- 2. „Приключенията на Мерлин“ - Утер Пендрагон (2008 – 2012)
- 3. Free Agents – Стефан Коудуел (2009)
- 4. Repo! The Genetic Opera (2008)- Натан
- 5. The Invisibles – Морис Райли(2008)
- 6. Sold (2007)- Г-н Колбрин
- 7. Sweeney Todd: The Demon Barber of Fleet Street (2007) – минувач
- 8. Free Agents (2007) (TV)- Майкъл
- 9. Sensitive Skin (2007) – Том Пайн
- 10. Doctor Who: The Infinite Quest (2007) (TV) – гласът на Балтазар
- 11. Persuasion (2007) (TV) – Сър Уолтър Елиът
- 12. Comic Relief (2007): The Big One(TV) – разни
- 13. The Magic Door (2007) – Джордж
- 14. Sparkle (2007) – Тони
- 15. Little Britain (2003 – 2006)- в ролята на министър – председател
- 16. Destroy All Humans! 2 (2006) – Реджинал Понсоби – Смит
- 17. Him and Us (2006) (TV) – Макс Флаш
- 18. Scoop (2006) – детектив
- 19. The Children's Party at the Palace (2006) (TV) – Капитан Хук
- 20. Doctor Who (2006)- Г-н Финч
- 21. Hotel Babylon (2006) – Г-н Мачин
- 22. Rose and Maloney (2005) – Д-р Дейвид Тери
- 23. Imagine Me & You (2005)- Нед
- 24. Framing Frankie (2005)- Денис Фоли
- 25. M.I.T.: Murder Investigation Team (2005) – Стюърд Мастърс
- 26. Monarch of the Glen (2004) – Честър Грант
- 27. Fat Slags (2004)- Виктор
- 28. New Tricks (2004) – Сър Тим
- 29. Buffy the Vampire Slayer: анимационен (2004) гласът на Рупърт Гайлс
- 30. Reversals (2003) – Г-н Андрю Бартън
- 31. Buffy the Vampire Slayer (1997 – 2003) – Рупърт Гайлс
- 32. I'll Be There (2003) – Сам Гърваси
- 33. My Family (2003)- Ричард
- 34. Manchild (2002 – 2003)- Джеймс
- 35. Fillmore! (2002)- професор
- 36. Spooks (2002) -Питър Солтър
- 37. Silent Witness (2001)- Хенри Хатън
- 38. Best Actress (2000) (TV) – Колин Трумънс
- 39. Two Guys, a Girl and a Pizza Place (1999) – Д-р Старецки
- 40. Jonathan Creek (1997) – Адам Клаус
- 41. VR.5 (1995 – 1997)- Оливър Сампсън
- 42. Roger Roger (1996) (TV)- Джими Прайс
- 43. NYPD Blue (1995)- Найджъл Гибсън
- 44. Ghostbusters of East Finchley Terry (1995)- Тери
- 45. Royce (1994) (TV)- Питлок
- 46. "Шотландски боец (сериал)(на английски език Highlander) (1993) – Алън Ротууд
- 47. The Detectives (1993)- Саймън
- 48. Woof Again! Why Me? (1992)- Б. Дж. Бентли
- 49. Les Girls(1988) – Винс
- 50. The Comic Strip Presents...More Bad News (1988)- тон – режисьор
- 51. The Comic Strip Presents...Slags (1984) – Рики
- 52. Rockliffe's Babies (1988)- Крис Патерсън
- 53. La collina del diavolo (1988) – Майкъл Тойл
- 54. Pulaski (1987) – Фийлдинг
- 55. A Prayer for the Dying (1987) – Рупърт
- 56. Boon(1987)- Ричард Ратбоун
- 57. Howards' Way(1985)- Фил Нортън
- 58. C.A.T.S. Eyes (1985)- Джеймс Синдън
- 59. Bergerac (1981)- Бил
- 60. „Любовникът на лейди Чатърли“ (на английски език: Lady Chatterley's Lover)(1981)- Антон
- 61. Crown Court(1981)- Тимъти Престън – Бери
- 62. Love in a Cold Climate (1980)- Тони Крьосих
- 63. Secret Army (1979)- Ханслик
- 64. The Mallens (1979) – Уейър
- 65. Accident(1978)- Саймън Ловъл
- 66. Lillie /Emilie/ (1978) – Уилям льо Бретон
- 67. Enemy at the Door (1978)- Клив Мартел